# Trumpet
Trumpet har tillsammans med kornetten det högsta registret bland bleckblåsinstrumenten. En modern trumpet har vanligtvis tre ventiler och är stämd i Bess eller C, men det finns trumpeter med fler ventiler och med andra stämningar. Man brukar räkna med att trumpeten har ett tonomfång på cirka två och en halv oktav, men en skicklig trumpetare kan ofta spela toner inom ett större område. 
Trumpet är också en orgelstämma av typen tungstämma, även kallad lingual- eller rörstämma.
| I denna artikel     |
| används tonnamnen   |
| Bess (B♭) och B.    |
| Se olika skrivsätt. |

## Ljudbildning
Ljudet skapas genom att man håller läpparna mot  munstycket och blåser så att läpparna vibrerar; läpparnas muskler, tungan och luftströmmens hastighet kontrollerar tonens höjd, intonation och klang genom att det modifierar den stående våg som de regelbundna tryckvariationerna skapar i instrumentet. Man kan få fram alla naturtoner utan att använda trumpetens ventiler, men för att kunna ta toner mellan naturtonerna måste man förändra längden på luftpelaren inuti instrumentet genom att med ventilerna koppla in en eller flera extra rörslingor.

## Trumpetens utveckling

Trumpet, 1870

Naturtrumpet (utan ventiler)

De första typerna av trumpeter var signalinstrument, som jakthorn. Denna böjda form fick trumpetinstrumenten runt år 1500 av långa och smala instrument införda av araberna runt år 1000; instrument som i Frankrike benämndes Buisine. Man försökte sedan hitta sätt att komma förbi de begränsningar naturtonskalan hade. Under 1700-talet försökte man utvidga tonförrådet genom att placera lösa rördelar, byglar, på trumpetinstrumenten, och i början av 1800-talet började man konstruera ventilinstrument, till exempel posthornet som sedan utvecklades till kornetten. Detta system används i trumpeter sedan 1830.

## Användningsområde
Trumpeten har en genomträngande klang och används ofta med tromboner och valthorn, vilket kan skapa en mäktig och triumfal klang. Trumpeten kan, trots sina enorma ljudstyrkor, fungera som pianissimoinstrument vilket visar trumpetens flexibilitet - ett utmärkt soloinstrument som den är. I symfoniorkestrar brukar det finnas 2–4 trumpeter som spelar tillsammans med de andra mässinginstrumenten horn, tromboner och bastuba. Varje trumpet brukar, likt alla andra blåsinstrument i symfoniorkestern, ha individuella stämmor.
Trumpeten hittas i alla möjliga musikgenrer och i jazzorkestern har trumpeten en ledande roll.
I äldre europeisk konst- och högreståndsmusik användes trumpeten, utom som rent signalinstrument i det militära, nästan alltid tillsammans med pukor.

## Närliggande instrument

Kornett, sent 1800-tal

Bastrumpeten är en närliggande form till trumpeten, men är stämd en oktav lägre. Piccolatrumpeten i sin tur är stämd en oktav högre än den vanliga trumpeten. Den så kallade Aidatrumpeten, som bara har en ventil (men kan ha upp till tre), konstruerades speciellt för Triumfmarschen i Verdis opera Aida. Närbesläktad med trumpeten är även föregångaren kornetten, som är något kortare i formen.

## Framstående trumpetare
Det finns många berömda trumpetare, se Kategori:Trumpetare. Här är några av de mest kända[källa behövs]:
- Maurice André
- Louis Armstrong
- Chet Baker
- Bix Beiderbecke
- Clifford Brown
- Miles Davis
- Dizzy Gillespie
- Håkan Hardenberger
- Harry James
- Wynton Marsalis

## Tillverkare
Trumpeter som motsvarar de som tillverkas i dag användes i början av seklet framför allt för militärt bruk[källa behövs], men i samband med jazzens framväxt breddades marknaden och under mellankrigstiden fanns det många mindre tillverkare. Kända märken från den tiden är till exempel franska Couesnon, Cortouis, Besson och Selmer och amerikanska Vincent Bach, C.G. Conn och King. Efter att ha gått på sparlåga under andra världskriget tog tillverkningen fart igen, och nya tillverkare som Benge och även  Yamaha dök upp.
Den minskade efterfrågan tillsammans med konkurrens från asiatiska tillverkare som japanska Yamaha och taiwanesiska Jupiter har gjort att många kända tillverkare numera bara existerar som varumärken i en större koncern. Så köptes till exempel både C.G. Conn och H.N. White som tillverkade både King och Benge av svenska Skåne-Gripen AB som slog samman dem till United Musical Instruments (UMI) och senare sålde dem vidare till Steinway Musical Instruments som i sin tur slagit samman dem med The Selmer Company till  Conn-Selmer.
Flera av de många mindre tillverkare som funnits i gränstrakterna mellan Tjeckien och förutvarande Östtyskland har också gått samman, och både tyska B&S och tjeckiska Amati är kända märken.